# Кашёу (река)
Кашёу или Кашеу (в верховье — Фарим; порт. Farim-Cacheu) — река в северной части Гвинеи-Бисау.
Длина реки составляет около 257 км. На протяжении примерно 100 км от устья является доступной для судов тоннажем до 2000 тонн
Истоки Кашёу находятся вблизи северной границы Гвинеи-Бисау. Она течёт на запад, через город Фарим и расширяется в устье. На левом берегу находится порт Кашёу. Впадает в залив Суль Атлантического океана на северо-западе страны.
В эстуарии реки широко представлены экосистемы мангровых зарослей, для охраны которых в 2000 году был создан национальный парк (порт. Parque Natural dos Tarrafes do Rio Cacheu). В 2015 году эта территория внесена в список водно-болотных угодий мирового значения Рамсарской конвенции.